# هوكوساي

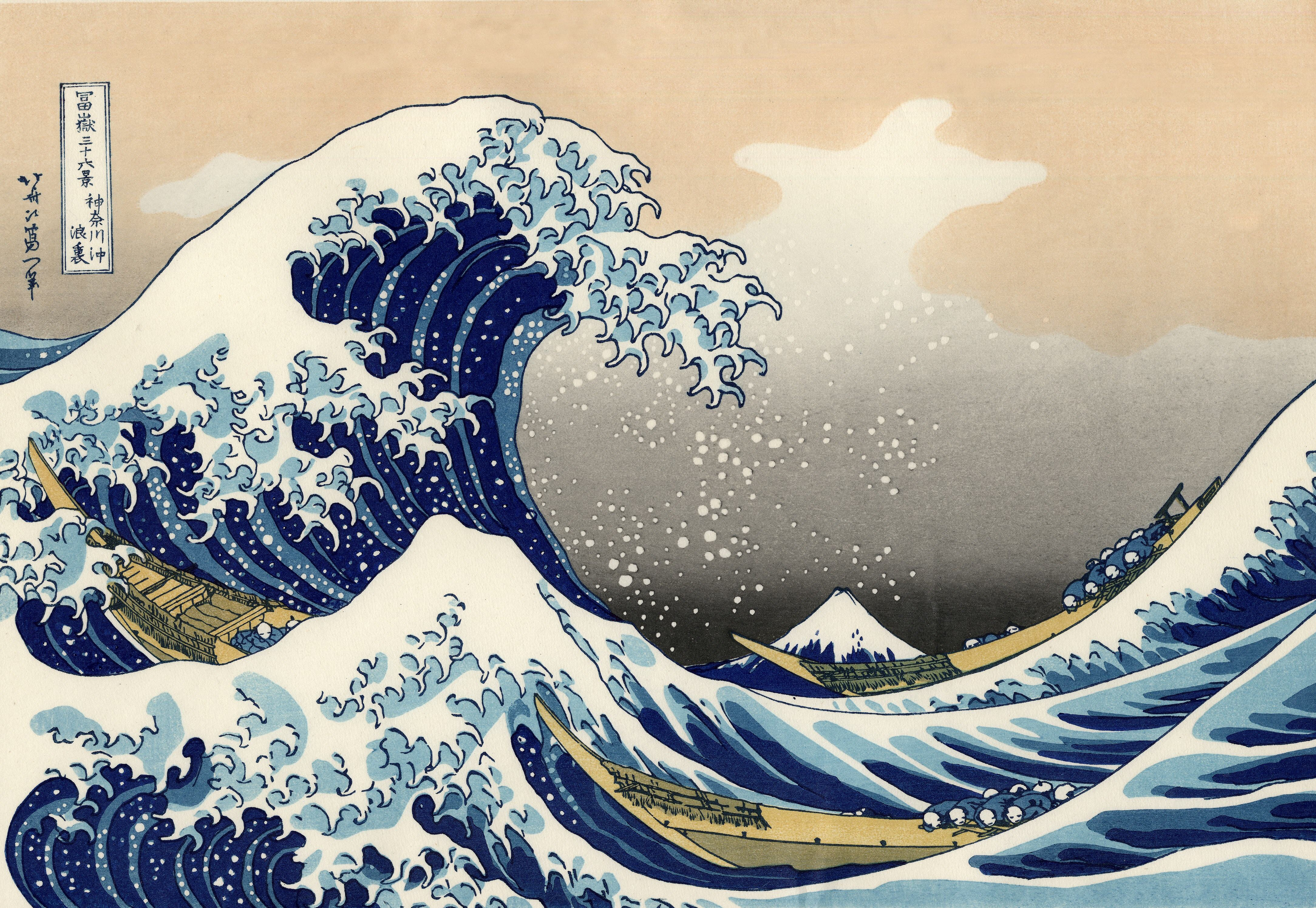
الموجة الكبيرة في كاناغاوا - ح 1830 م: من أشهر النماذج على فن الرواشم (رسومات يتم طباعتها عن طريق ألواح خشبية) من مدرسة الـأوكييو-إه في فترة إيدو.

كاتسوشيكا هوكوساي (باليابانية: 葛飾北斎) عاش في الفترة بين (نوفمبر 1760- 10 مايو 1849) هو رسام ياباني، يعتبر من أكبر فناني مدرسة الـأوكييو-إه.
اسمه الأصلي في الطفولة توكيتارو ومن ثم تيتسوزو، انضم إلى ورشة الفنان كاتسوكاوا شونشو عام 1788، وتعلم تقنية الرسم على الخشب. تعود أولى أعماله إلى 1796، ومن بينها لوحات على ألبومات وأوراق منفصلة، وقعها باسمه المستعار الجديد هوكوساي. اشتهرت أعماله بتنوع الأساليب والمواضيع التي تعالجها.
من بين أشهر أعماله التي تركها، المجلدات الثلاثة عشر للدفاتر كان يخط عليها، والتي تسمى هوكوساي مانغا، كان قد بدأ إنجازها عام 1814، وسلسلة من لوحات محفورة على غرار مشاهد جبل فوجي الستة والثلاثين، والتي أنجزها بين سنوات 1826-1833، ومن بين أشهر رسوماتها الموجة الكبيرة في كاناغاوا والمحفوظة اليوم في متحف غيميه في باريس.و لوحة حلم زوجة الصياد.
وتضم هذه المجموعة أشهر النماذج على فن الرسم الياباني. تم اقتناء العديد من هذه الرواشم من طرف الباريسيين (سكان مدينة باريس في فرنسا) في أواسط القرن التاسع عشر، وقام بعض الفنانين بجمعها. أثرت هذه الرسومات في أعمال هنري دو تولوز-لوتريك، وإيدغار دوغا وكلود مونيه.

## وصلات خارجية
- هوكوساي على موقع IMDb (الإنجليزية)
- هوكوساي على موقع الموسوعة البريطانية (الإنجليزية)
- هوكوساي على موقع ميوزك برينز (الإنجليزية)
- هوكوساي على موقع إن إن دي بي (الإنجليزية)
- هوكوساي على موقع ديسكوغز (الإنجليزية)

- Hokusai-Museum in Obuse, Japan
- Hokusai Website

### أعماله
- Ukiyo-e Prints by Katsushika Hokusai
- Hokusai prints at the Museum of Fine Arts, Boston
- Hokusai's works at Tokyo Digital Museum

### سيرة ذاتية
- Biography of Katsushika Hokusai, British Museum